# Комутативни договори
Комутативни са вид сделки, предоставящи имотна облага, при които страните по тях знаят още при договарянето точно какво ще получат при упражняването на правата си и какво дължат при изпълнението на задълженията си. По правило уредените договори на Гражданското право имат комутативен характер, като реалните договори са задължително комутативни – заемът за потребление, заемът за послужване, влогът и др. При двустранните комутативни сделки се прилага принципът за еквивалентност на престациите, чието нарушение може да е основание за искане на унищожаване на сделката (например сключването на договор поради крайна нужда при явно неизгодни условия – чл. 33 от Закона за задълженията и договорите).